# Château de Limassol
Le château de Limassol (grec moderne : Κάστρο Λεμεσού, turc : Limasol Kalesi) est situé près du vieux port, au cœur du centre historique de la ville de Limassol. Le château tel qu'il apparaît aujourd'hui est une structure reconstruite vers 1590 durant la période de la domination ottomane sur l'île. Le site sert aujourd'hui de musée.

## Histoire
Les recherches archéologiques menées à l'intérieur du château ont révélé qu'il a été construit sur une première basilique chrétienne (IVe–VIIe siècle de notre ère) et sur un édifice byzantin (Xe–XIe siècle de notre ère). D'autres fouilles témoignent de l'existence d'une importante église, peut-être la première cathédrale de la ville.
Selon Etienne de Lusignan, le château d'origine a été construit par Guy de Lusignan en 1193. Il semble en fait que les Templiers aient construit en ce lieu une demeure fortifiée, le port de Limassol ayant alors un rôle maritime important pour les ordres militaires établis en Terre Sainte et au Moyen-Orient. Cette demeure aurait été détruite en 1279 par Hugues III de Lusignan. Elle aurait été relevée par les Templiers lorsque ceux-ci seraient revenus en grâce auprès des rois de Chypre, puis prise d'assaut en 1308 lors de la suppression de l'ordre,. La première mention officielle du fort date de 1228, lors de l'implication de Frédéric II, empereur des Romains, dans la protection de Chypre. Depuis sa construction jusqu'au début du XVIe siècle, des dommages ont été causés régulièrement à la suite des conflits entre différentes forces se disputant l'île, et les attaques de la ville par les Génois (notamment en 1294 et 1370) et les Mamelouks ainsi que par des tremblements de terre. Les restaurations et reconstructions se sont de ce fait succédé.
En 1538, les Ottomans s'emparent de la ville de Limassol et du château. Le gouverneur vénitien de Chypre, après avoir repris l'édifice, décide de le démolir afin d'éviter son éventuelle saisie. Cette destruction est achevée en 1567-1568. Après la quatrième guerre vénéto-ottomane en 1576, les vestiges du château sont incorporés dans un nouveau fort ottoman, achevé en 1590. La partie souterraine et le premier étage sont transformés en cellules de prison qui restent en usage jusqu'en 1950.
Selon la tradition, c'est en ce lieu que Richard Cœur de Lion se serait marié avec Bérangère de Navarre , couronnée Reine d'Angleterre en 1191.

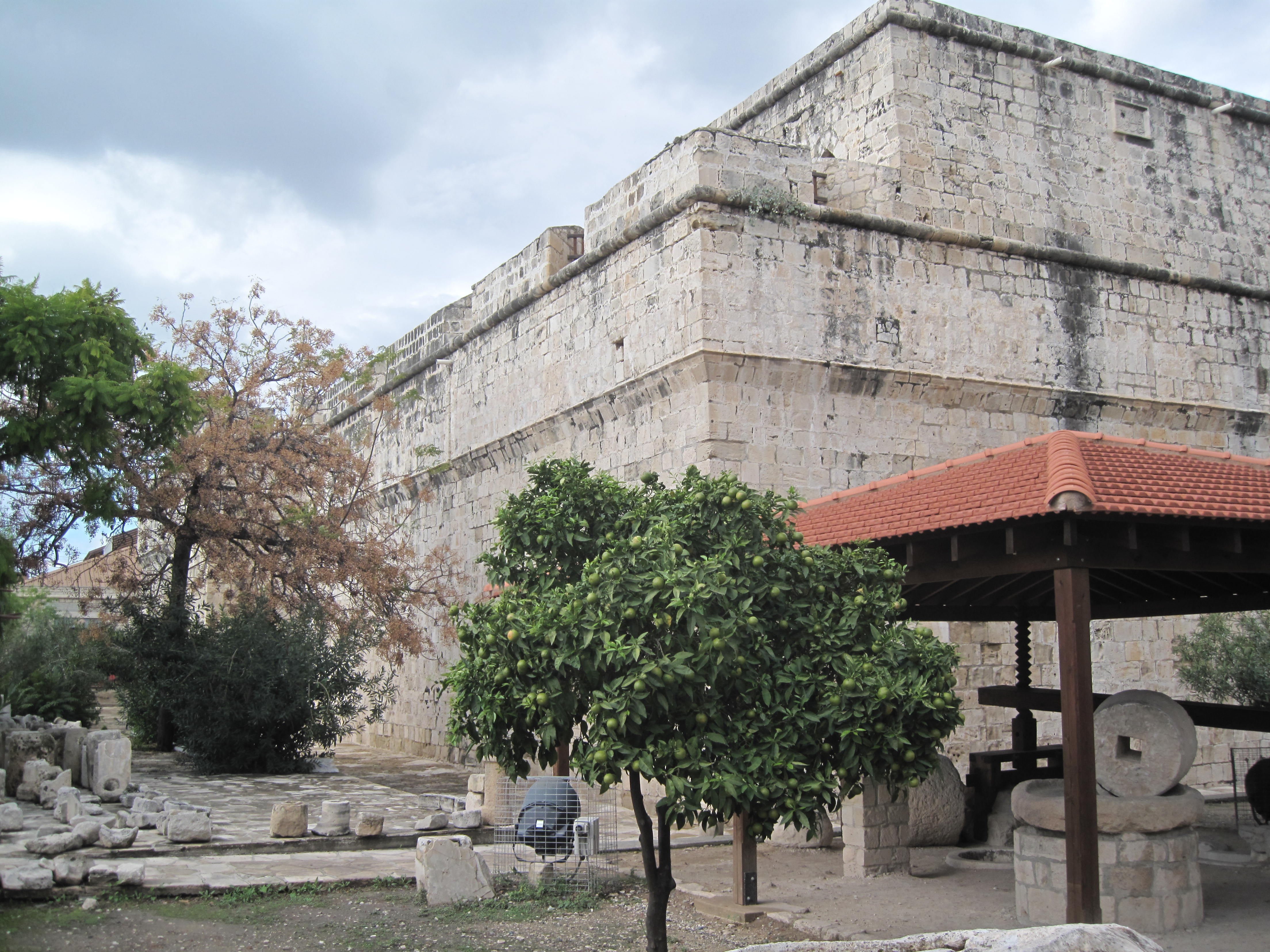
Façade est
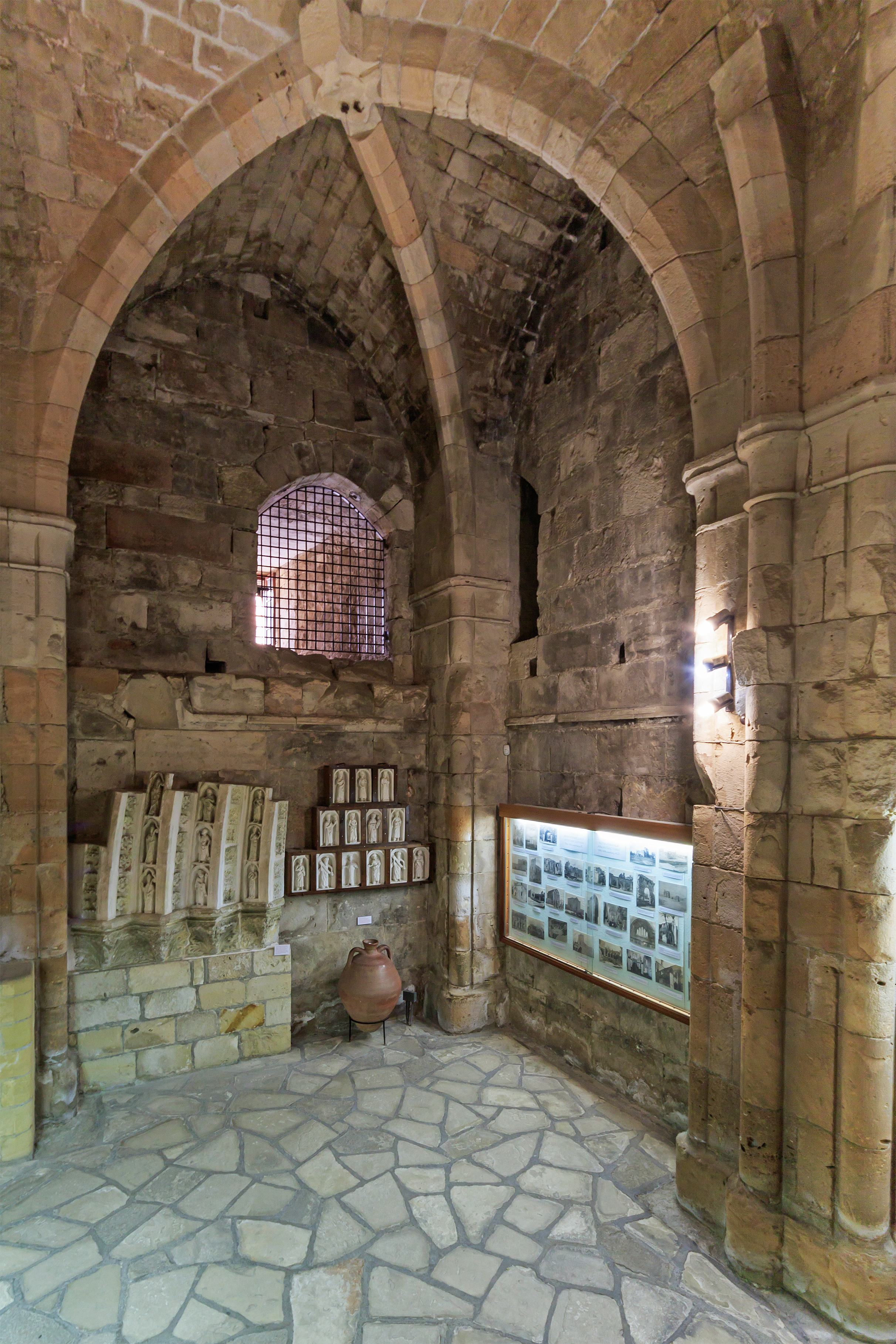
Salle voûtée de style gothique à l'intérieur
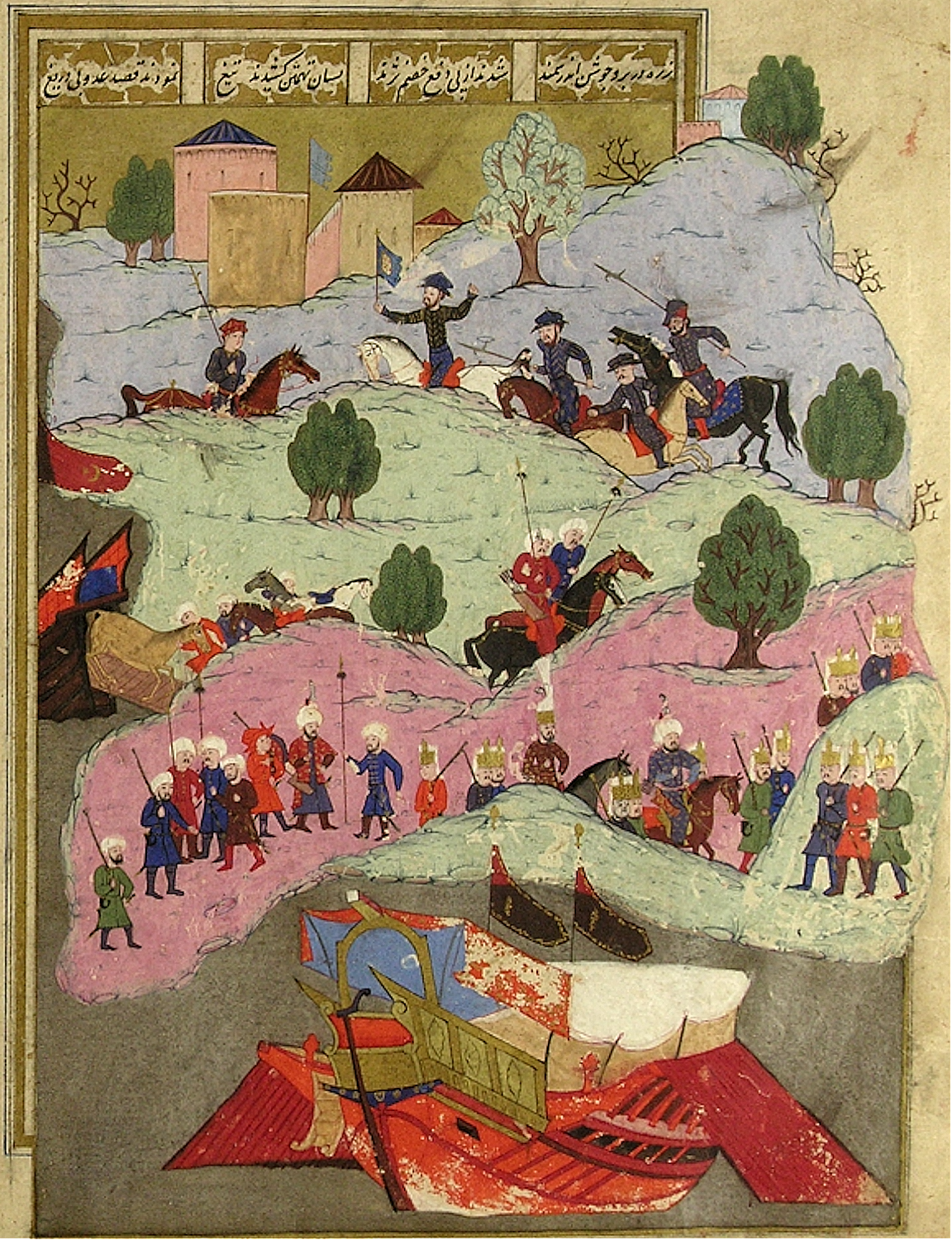
Débarquement des soldats ottomans en 1570-1571
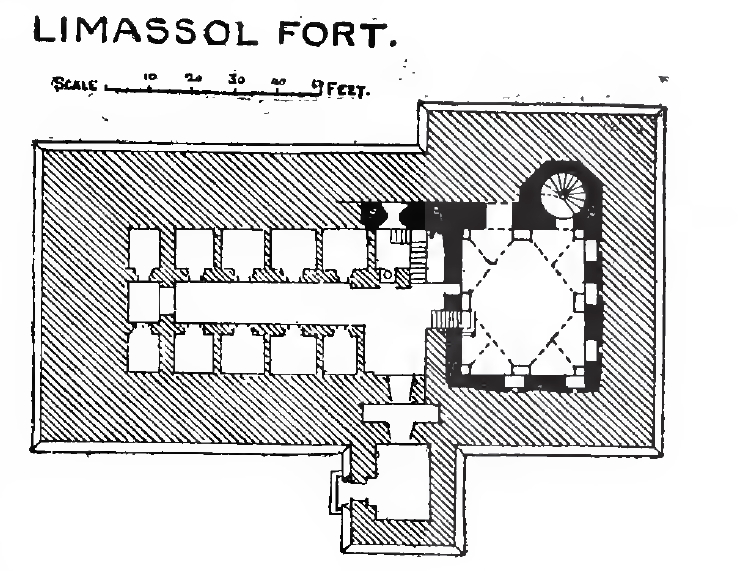
Plan au sol en 1918

## Musée médiéval du château
Au rez-de-chaussée et à l'étage ainsi qu'à l'extérieur sont exposés différents objets et vestiges paléochrétiens, byzantins, francs , vénitiens et ottomans.